# Larchwood
Larchwood是香港九龍旺角洋松街的一個私人屋苑。由宏安地產發展，標準單位實用面積202至267平方呎，提供114伙開放式、56伙1房及17伙特色單位。
項目位於九龍內地段第4303號D分段及餘段、九龍內地段第2241號A分段餘段、B分段餘段、C分段餘段、C分段餘段及餘段，於1929年8月28日及1941年3月24日批出，批租期為75年及其後有權再續期75年。

## 歷史
項目位於洋松街62號（與菩提街交界），原本是一座9層高擁有56年歷史大廈，於2020年12月以$3.268億透過強制拍賣統一業權。

## 交通
港鐵 █  觀塘綫、 █  荃灣綫：太子站C2出口（步行約6分鐘）

## 住宅銷售
項目於2022年8月24日推出首張價單，當中涉及50伙單位，經折扣後售價由來$383.3萬至$591.2萬。其後2021年8月14日進行首輪銷售，即日售出34伙，佔當日可銷售單位41%。
2024年9月8日，項目錄得一名投資者以$4,300萬連購10伙，為項目落成後最大單一成交紀錄。

## 商業銷售
項目於2025年推出基座地面及1樓商業部分，面積約13,018平方呎，以$1.52億售出，平均呎價$11,676。

## 示範單位
項目2022年8月至2024年5月銷售時為樓花項目，設有2個交樓標準示範單位，銷售中心及示範單位設於尖沙咀天文臺道8號1樓。2024年6月開放現樓，示範單位設於23樓。

## 附近屋苑
I-Home、形品．星寓